# Спираль тумана
Спираль тумана (итал. Una spirale di nebbia) — итало-французский фильм по одноимённому роману Микеле Приско, завоевавшему премию Стрега.

## Сюжет
Картина начинается как фильм-расследование. Молодая пара с приятелем мужа отправилась на охоту, в результате чего погибла жена.
Фабрицио (Марк Порель) и Валерия (Кароль Шове) имеют страстные отношения. Двоюродная сестра Фабрицио Мария-Тереза (Клод Жад) несчастна в браке с семейным адвокатом Марчелло (Дуилио Дель Прете). Марчелло бесплоден, хотя утверждает, что зачал ребёнка с горничной (на самом деле ждущей сына от шофёра). Мария-Тереза уверена в невиновности Фабрицио и с помощью Марчелло пытается повлиять на следствие и судопроизводство, но судья Маринони сам берётся за расследование.

## В ролях
- Марк Порель — Фабрицио Сангермано
- Клод Жад — Мария Тереза Сангермано-Теста
- Кароль Шове — Валерия Сангермано
- Дуилио дель Прете — Марчелло Теста
- Стефано Сатта Флорес — судья Маринони
- Флавио Буччи — Витторио, доктор
- Мартин Брошар — Лавиния, медсестра
- Элеонора Джорджи — Лидия, девушка судьи
- Роберто Поссе — Чезаре Молтени
- Марина Берти — Констанца Сангермано
- Коррадо Гайпа — Пьетро Сангермано
- Анна Бонаюто — Армида, служанка Марии Терезы
- Флавио Андреини — Альфредо, водитель с Марией Терезой
- Виктория Зинни — гувернантка Фабрицио

## Анализ
Критик Гордиано Лупи отмечает, что Эрипрандо Висконти, взявшись за экранизацию романа Приско из-за близких ему тем, перенёсс действие произведения из Неаполя в родную для себя Ломбардию. Запутанный сюжет концентрируется вокруг расследования гибели Валерии на охоте, которое ведёт судья Маринони, однако в орбиту расследования вовлекаются всё новые персонажи. Фильм, включающий откровенные постельные сцены и изобилующий (по мнению Лупи, даже злоупотребляющий) голой натурой, затрагивает тему разложения буржуазного общества и решительно отвергает институт брака. Каждая из множества показанных связей несчастна по-своему — в фильме появляются и распавшиеся семьи, и супружеские измены, и партнёры-мазохисты, и современная девушка, не желающая брать на себя обязательства долгосрочных отношений. Секс в фильме, в отличие от работ Тинто Брасса, лишён радости, мрачен и мучителен Висконти в обычной для себя манере пытается раздвинуть рамки дозволенного, шокировать зрителя, чтобы бросить обвинение социальному институту, на его взгляд полностью себя изжившему. По мнению Лупи, режиссёр намекает, что выстрел Фабрицио положил логический конец связи, которая должна была прерваться задолго до него.
Лупи положительно оценивает актёрскую игру большей части ансамбля, включая «безусловного протагониста» в исполнении Марка Пореля, Шове, Сатта Флореса, Джорджи (в «небольшой, но насыщенной» роли подружки судьи), Жад, Брошар и дель Прете. Критик также с похвалой отзывается об искусном использовании долгих планов и о том, как в картине передана атмосфера Милана и его сельских окрестностей. В то же время он называет сценарий сумбурным, а темп фильма излишне медленным, в особенности в начале, которое ешё больше затягивается сценами из воспоминаний.